# Roberto Lopes
Pour les articles homonymes, voir Lopes.
Roberto Lopes, parfois appelé Pico, né le 17 juin 1992 à Crumlin, un quartier est de Dublin, est un footballeur international cap-verdien. Il joue depuis 2017 aux Shamrock Rovers, avec qui il a remporté à trois reprises le championnat d'Irlande.

## Biographie

### En club
Roberto Lopes signe professionnel dans son club formateur, le Bohemian Football Club. Il s'impose en 2013 comme un titulaire indiscutable au centre de la défense. En sept saisons, il dispute 176 matchs, dont 140 de championnat, et marque six buts buts.
Il s'engage ensuite avec le grand rival des Bohemians mais une des principales forces économiques du championnat, le Shamrock Rovers Football Club. C'est avec les Rovers qu'il remporte son premier trophée, la coupe d'Irlande.
L'année suivante, au cours d'une saison raccourcie par la pandémie de Covid-19, il est titulaire au sein de la défense centrale de l'équipe qui remporte le championnat.

### En équipe nationale

#### Avec l'Irlande
Roberto Lopes, né à Dublin, est de nationalité irlandaise. Il est suivi par les équipes d'encadrement de la fédération irlandaise qui le sélectionnent, alors qu'il est en formation au Bohemian FC, au sein de l'équipe d'Irlande des moins 19 ans. Il gagne une seule et unique sélection.

#### Avec le Cap-Vert
Mais Roberto Lopes peut aussi prétendre à la nationalité cap-verdienne par les ascendants de son père. En 2019 il rejoint l’Équipe du Cap-Vert de football. Il est sélectionné pour la première fois à l'occasion d'un match amical contre le Togo. Le Cap-Vert remporte la rencontre sur le score de deux buts à zéro.
Roberto Lopes participe à la Coupe d'Afrique des nations 2021. Il est titulaire lors des trois matchs disputés par le Cap-Vert et est nommé homme du match lors de la troisième rencontre disputée contre un des favoris de la compétition, le Cameroun. Le Cap-Vert se qualifie pour le tableau d'élimination directe au titre du meilleur troisième. En décembre 2023, il est retenu dans la liste des vingt-sept joueurs cap-verdiens sélectionnés par Bubista pour disputer la Coupe d'Afrique des nations 2023.

## Palmarès
Shamrock Rovers
- Champion d'Irlande en 2020, 2021 et 2022
- Vainqueur de la Coupe d'Irlande en 2019